# Donnie Wahlberg
Donald "Donnie" Edmond Wahlberg (født 17. august 1969) er en amerikansk sanger og skuespiller, mest kendt fra gruppen New Kids on the Block og Saw-filmene. Han er storebror til Mark Wahlberg.
Wahlberg har bl.a. spillet med i tv-serierne Kammerater i krig og Blue Bloods.